# Hirschberg (Saale)

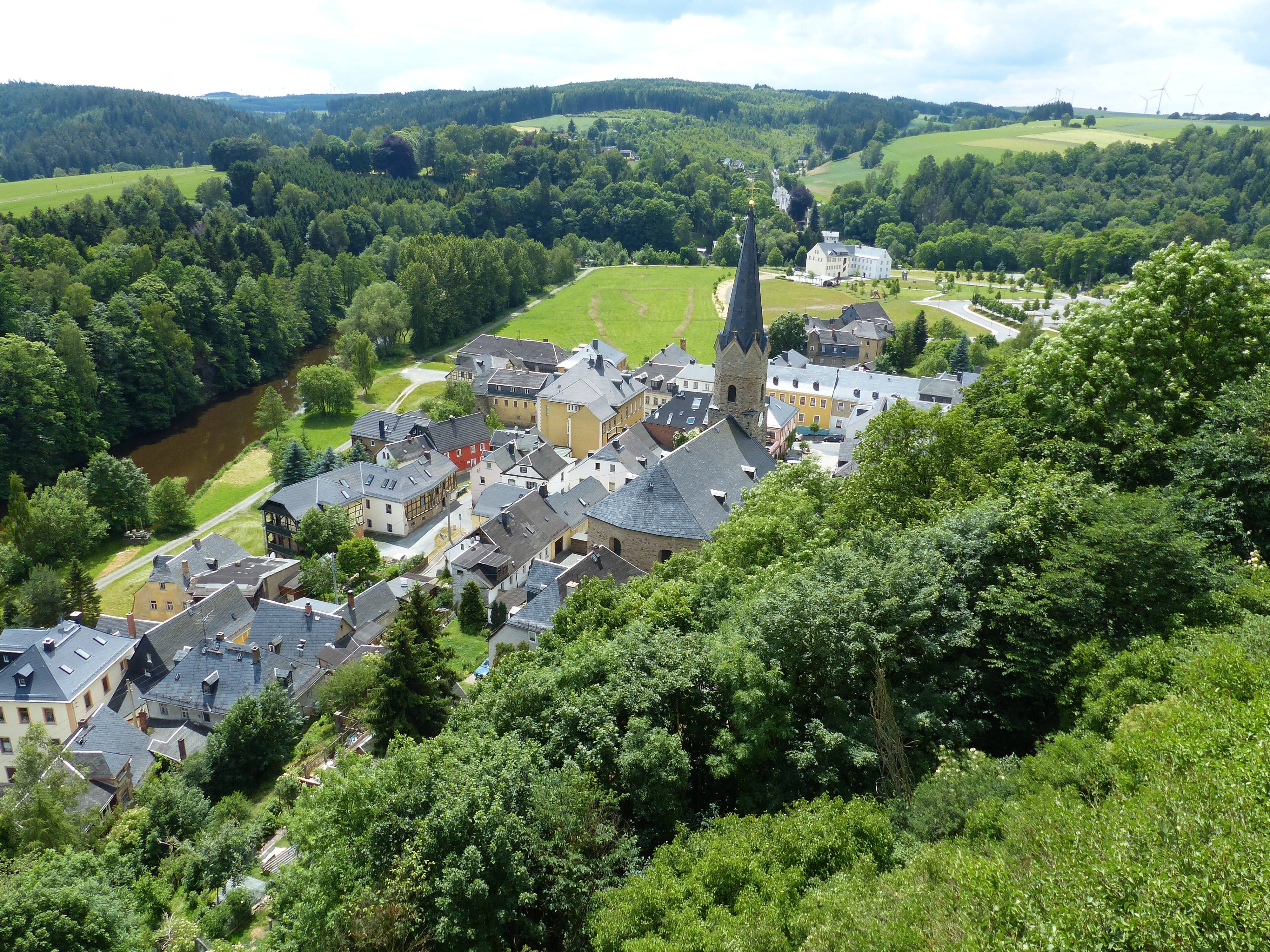
Ortsansicht

Hirschberg ist eine Landstadt im Süden des thüringischen Saale-Orla-Kreises, am Oberlauf der Sächsischen Saale. Sie grenzt unmittelbar an den Freistaat Bayern und liegt im thüringischen Teil des Vogtlandes.

## Geographie
Angrenzende Gemeinden sind die Städte Rosenthal am Rennsteig und Gefell im Saale-Orla-Kreis sowie Berg, Köditz und Töpen im bayerischen Landkreis Hof.

## Geschichte
Ein Saaleübergang war sicherlich der Anlass zum Bau einer Burg und somit die Voraussetzung für die Entwicklung der Stadt Hirschberg. Von der Burg sind nur noch Mauerreste des Turmstumpfes erhalten geblieben.
1154 wurde Hirschberg erstmals urkundlich erwähnt. 1232 nannte man einen „Rudegerus von Hirschberg“. Dann begannen wechselhafte Besitzverhältnisse: 1296 erwarb Rudolf von Habsburg die Burg und verpfändete sie an die Vögte von Plauen. 1357 waren die Wettiner Besitzer. 1359 erwarb die böhmische Krone die Veste. 1480–1664 besaßen die Herren von Beulwitz die Burg. 1664 kaufte Heinrich X. aus der Linie Reuß-Lobenstein-Ebersdorf das Anwesen und begann mit dem Wiederaufbau. 1680–1711 war eine Seitenlinie der Reußen am Ort, das Schloss diente als Residenz. In dieser Zeit baute man ein neues Schloss, das 1825 weiter ausgebaut wurde. Bis 1808 blieb Hirschberg böhmisches Lehen. Ab 1920 diente das Schloss Wohnzwecken und als landwirtschaftliches Verwaltungsgebäude.

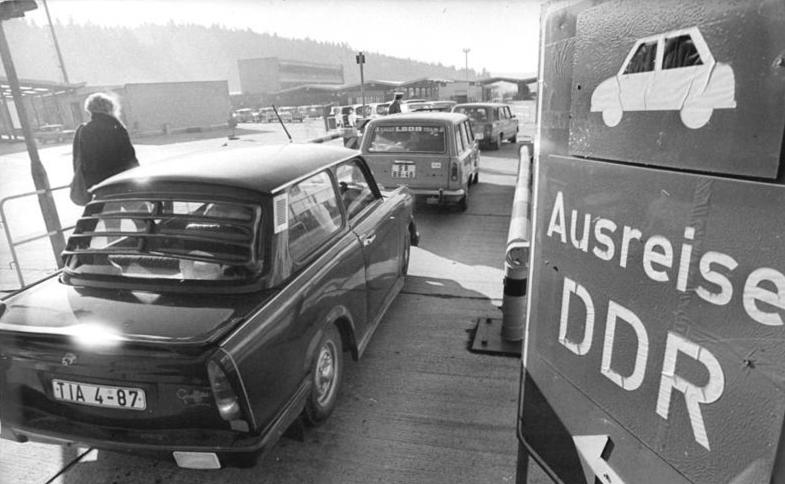
Die Grenzübergangsstelle am 10. November 1989

Die urkundliche Ersterwähnung der Stadt war 1296. 1479 verlieh der böhmische König Vladislav die Stadtrechte. Im März 1848 war die Stadt das bedeutendste Revolutionszentrum im Fürstentum Reuß-Lobenstein-Ebersdorf. Nach der Abdankung des Fürsten Heinrich LXXII. im selben Jahr ging Lobenstein-Ebersdorf in der Schleizer Linie als Reuß jüngere Linie auf, zu der Hirschberg bis 1918 gehörte.
Während des Zweiten Weltkrieges mussten 77 Ostarbeiter in der Lederfabrik Knoch Zwangsarbeit leisten. Im April 1945 wurden KZ-Häftlinge eines Todesmarsches vom KZ Buchenwald zum KZ Flossenbürg durch den Ortsteil Sparnberg und die Saale getrieben, denn die Brücke war bereits gesprengt. Zwei Häftlinge wurden von SS-Männern ermordet und fanden auf dem Friedhof von Sparnberg ihre letzte Ruhe. Zwei Grabdenkmale erinnern an das Geschehen.
Von 1945 bis 1989 war Hirschberg Grenzort an der innerdeutschen Grenze (im Sperrgebiet, neben den üblichen Sperranlagen auch durch eine Mauer von Bayern getrennt) sowie ab 1966 Mit-Namensgeber des Grenzübergangs an der A 9.
500 Jahre lang war die wirtschaftliche Entwicklung der Stadt von der Lederverarbeitung geprägt. Im 20. Jahrhundert war die Lederfabrik Hirschberg, die 1741 gegründet worden war, zeitweise größter Produzent von Schuh- und Sohlenleder in Deutschland. Auch nach der Enteignung der Familie Knoch 1947 war der VEB Lederfabrik der wirtschaftliche, aber auch soziale und kulturelle Mittelpunkt der Stadt. 1992 ging die Firma in Konkurs, von 1993 bis 1996 wurde die 16 Hektar große Fabrik bis auf das heutige Museum für Gerberei- und Stadtgeschichte abgerissen.

### Eingemeindungen
Am 1. Januar 1974 wurde die Gemeinde Venzka (24. Juli 1348) mit dem Ortsteil Juchhöh (1713–1715) in die Stadt eingemeindet.
Am 8. März 1994 wurden Göritz (20. Februar 1282) mit Lehesten, Sparnberg (1202) und Ullersreuth (1327,13.04) eingemeindet.
In Klammern: urkundliche Ersterwähnung

### Einwohnerentwicklung

Einwohnerentwicklung von Hirschberg von 1830 bis 2017

Entwicklung der Einwohnerzahl (ab 1994: Stand jeweils 31. Dezember):
| - 1830: 1.760 - 1933: 2.915 - 1939: 2.888 - 1994: 2.923 - 1995: 2.846 - 1996: 2.748 - 1997: 2.749 - 1998: 2.674 - 1999: 2.654 | - 2000: 2.666 - 2001: 2.670 - 2002: 2.653 - 2003: 2.612 - 2004: 2.600 - 2005: 2.569 - 2006: 2.526 - 2007: 2.493 - 2008: 2.488 | - 2009: 2.373 - 2010: 2.352 - 2011: 2.343 - 2012: 2.440 - 2013: 2.181 - 2014: 2.183 - 2015: 2.168 - 2016: 2.186 - 2017: 2.121 | - 2018: 2.123 - 2019: 2.132 - 2020: 2.099 - 2021: 2.110 - 2022: 2.168 - 2023: 2.147 - 2024: 2.105 |

 Datenquelle ab 1994: Thüringer Landesamt für Statistik

## Politik

### Stadtrat
Die Kommunalwahl am 26. Mai 2024 führte zu den in nebenstehenden Diagrammen dargestellten Ergebnissen:
| Parteien und Wählergemeinschaften | Parteien und Wählergemeinschaften                                       | Prozent 2024 | Sitze 2024 | Prozent 2019 | Sitze 2019 | Prozent 2014 | Sitze 2014 |
| --------------------------------- | ----------------------------------------------------------------------- | ------------ | ---------- | ------------ | ---------- | ------------ | ---------- |
| BB Hirschberg                     | Bürgerbündnis Hirschberg                                                | 55,8         | 8          | –            | –          | –            | –          |
| WG Hirschberg                     | Wählergemeinschaft Hirschberg                                           | 31,7         | 4          | 67,7         | 10         | –            | –          |
| CDU                               | Christlich Demokratische Union Deutschlands                             | 12,6         | 2          | 16,9         | 1 (2)1     | 15,8         | 2          |
| DIE LINKE                         | Die Linke                                                               | –            | –          | 15,4         | 1 (2)1     | 11,4         | 2          |
| WG Hirschberg/SPD                 | Wählergemeinschaft Hirschberg / Sozialdemokratische Partei Deutschlands | –            | –          | –            | –          | 41,1         | 6          |
| BI Hirschberg                     | Bürgerinitiative Hirschberg e. V.                                       | –            | –          | –            | –          | 31,7         | 4          |
| Gesamt                            | Gesamt                                                                  | 100          | 14         | 100          | 12 (14)1   | 100          | 14         |
| Wahlbeteiligung                   | Wahlbeteiligung                                                         | 62,9 %       | 62,9 %     | 59,7 %       | 59,7 %     | 54,2 %       | 54,2 %     |

1 Sowohl der CDU als auch der Linken hätten nach dem Wahlergebnis rechnerisch zwei Mandate zugestanden. Da beide mit je nur einem Kandidaten angetreten sind, bleiben je ein Mandat und in Summe zwei Mandate unbesetzt.

### Bürgermeister
Von 1990 bis 2024 war Rüdiger Wohl Bürgermeister von Hirschberg. Bei der Bürgermeisterwahl am 26. Mai 2024 trat er nicht erneut an. Da keine Wahlvorschläge eingereicht wurden, fand die Wahl als Wahl ohne Bindung an zugelassene Wahlvorschläge nach § 24 Abs. 7 ThürKWG statt. Im ersten Wahlgang am 26. Mai 2024 konnten der bei der Hirschberger Stadtverwaltung angestellte Ronald Schricker und der bisherige Erste Beigeordnete Benjamin Lill mit je 323 (40,3 %) bzw. 88 (11,0 %) Stimmen zwar die meisten Stimmen, aber keiner von beiden die notwendige absolute Mehrheit erzielen. Die Stichwahl am 9. Juni 2024 konnte Schricker mit 864 Stimmen (82,8 %) gegenüber Lill mit 179 Stimmen (17,2 %) gewinnen. Schricker nahm die Wahl allerdings nicht an; am 13. Oktober 2024 fand daher eine Neuwahl statt. Auch bei dieser gab es keine zugelassenen Wahlvorschläge; die meisten Stimmen erzielten erneut Ronald Schricker (87 Stimmen, 22,5 %) und Benjamin Lill (58 Stimmen, 15,0 %), die Wahlbeteiligung lag bei nur noch 24,4 %. Die Stichwahl am 27. Oktober 2024 konnte, wie bereits am 9. Juni 2024, Schricker mit 226 Stimmen (72,0 %) vor Lill mit 88 Stimmen (28,0 %) für sich entscheiden. Die Wahlbeteiligung sank im Vergleich zum 1. Wahlgang abermals, auf 18,6 %. Schricker lehnte die Wahl erneut ab. Am 23. Februar 2025 und damit parallel zur Bundestagswahl fand eine erneute Wahl statt, bei der es – wie bei den Wahlen 2024 – keine zugelassenen Wahlvorschläge gab. Bei einer Wahlbeteiligung von 71,4 % konnte die bisherige Erste Beigeordnete Patricia Duch 672 Stimmen (70,7 %) und damit die absolute Mehrheit erzielen. Seit dem Ende der Amtszeit Wohls am 30. Juni 2024 hatte Duch das Amt als Erste Beigeordnete bereits kommissarisch ausgeübt.
| Wahl      | Bürgermeister    | Vorschlag | Wahlbeteiligung (in %) | Wahlergebnis (in %) | Anmerkungen                 |
| --------- | ---------------- | --------- | ---------------------- | ------------------- | --------------------------- |
| 2025      | Patricia Duch    | Duch      | 71,5                   | 70,4                |                             |
| 2024 (II) | Ronald Schricker | Schricker | 24,4, dann 18,6        | 72,0 (Stichwahl)    | Wahl wurde nicht angenommen |
| 2024 (I)  | Ronald Schricker | Schricker | 62,0, dann 61,4        | 82,8 (Stichwahl)    | Wahl wurde nicht angenommen |
| 2018      | Rüdiger Wohl     | Wohl      | 35,9                   | 92,1                |                             |
| 2012      | Rüdiger Wohl     | Wohl      | 42,3                   | 79,7                |                             |
| 2006      | Rüdiger Wohl     | Wohl      | 50,5                   | 98,8                |                             |
| 2000      | Rüdiger Wohl     | Wohl      | 46,7                   | 98,3                |                             |
| 1994      | Rüdiger Wohl     | Wohl      | 73,6                   | 97,0                |                             |

### Partnerschaften
Hirschberg unterhält Partnerschaften zu Berg (Oberfranken), mit deren Ortsteil Rudolphstein es im Namen des Autobahngrenzüberganges verbunden war und zu Pilismarót in Ungarn. Es bestehen außerdem freundschaftliche Beziehungen zu den nahe gelegenen Städten Gefell, Tanna, Schleiz und Bad Lobenstein.

## Kultur und Sehenswürdigkeiten
Durch Hirschberg führen der Saale-Orla-Wanderweg, der Karl-Bock-Weg und der Saale-Radweg.

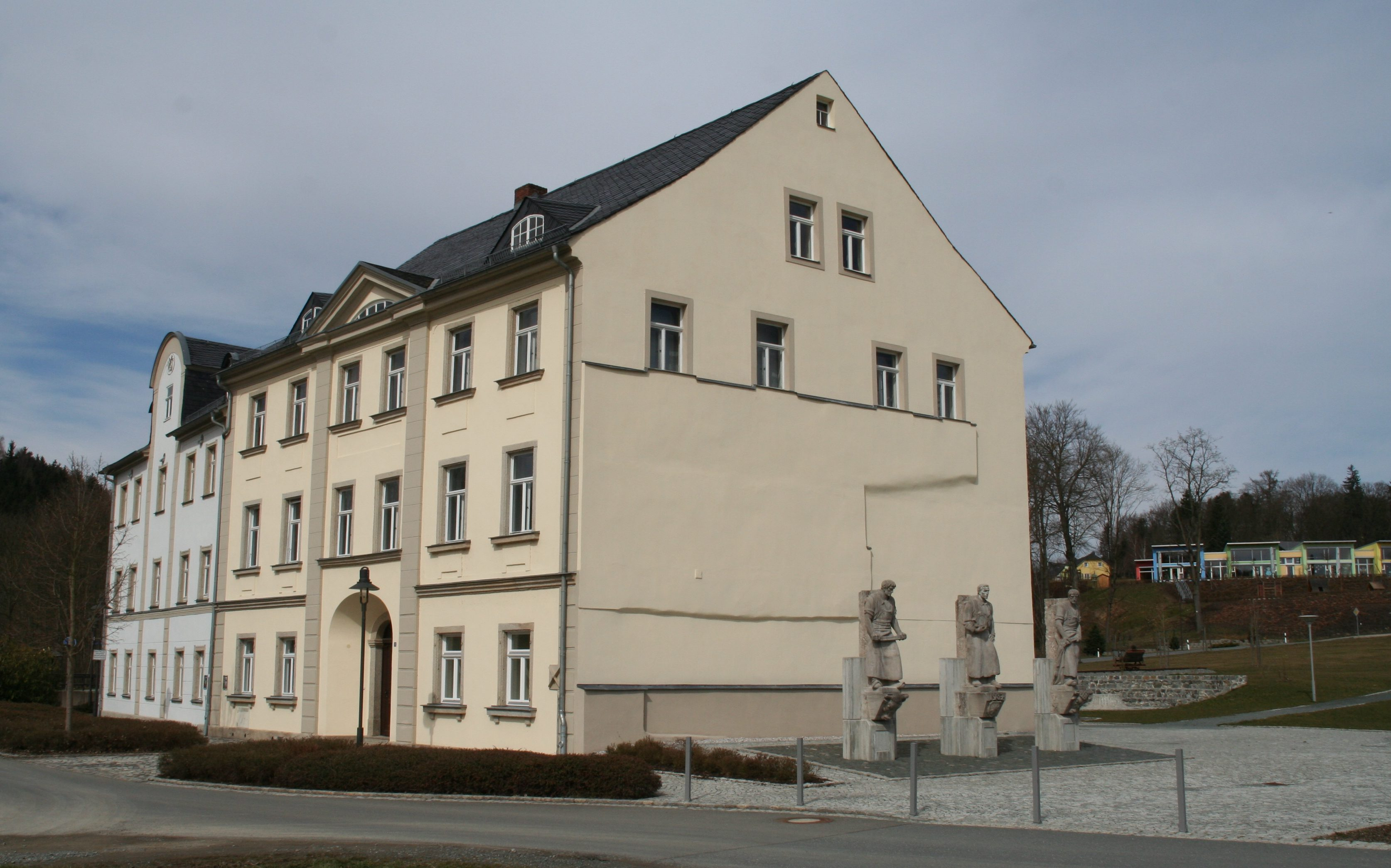
Museum für Gerberei- und Stadtgeschichte

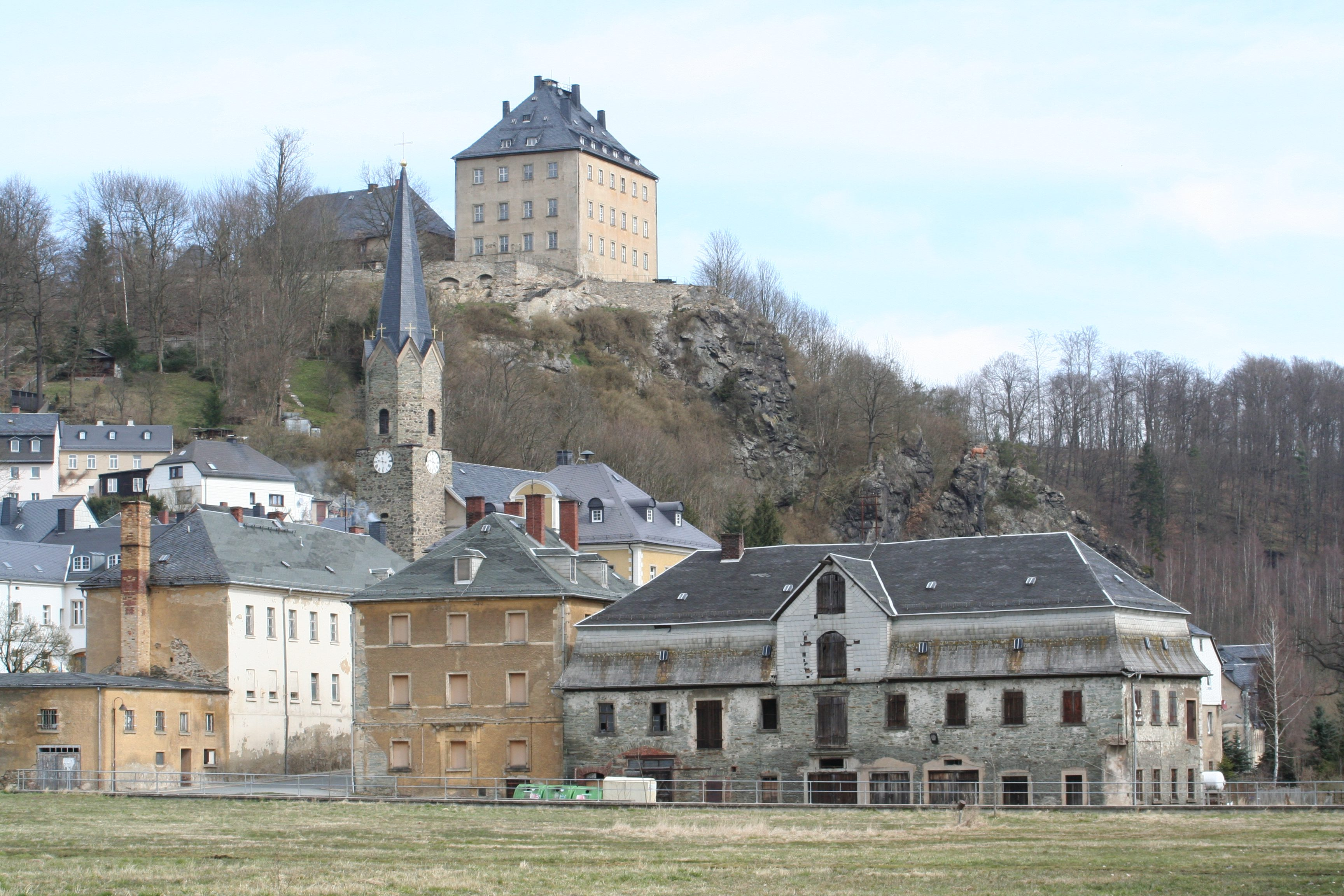
Stadtansicht mit Schloss

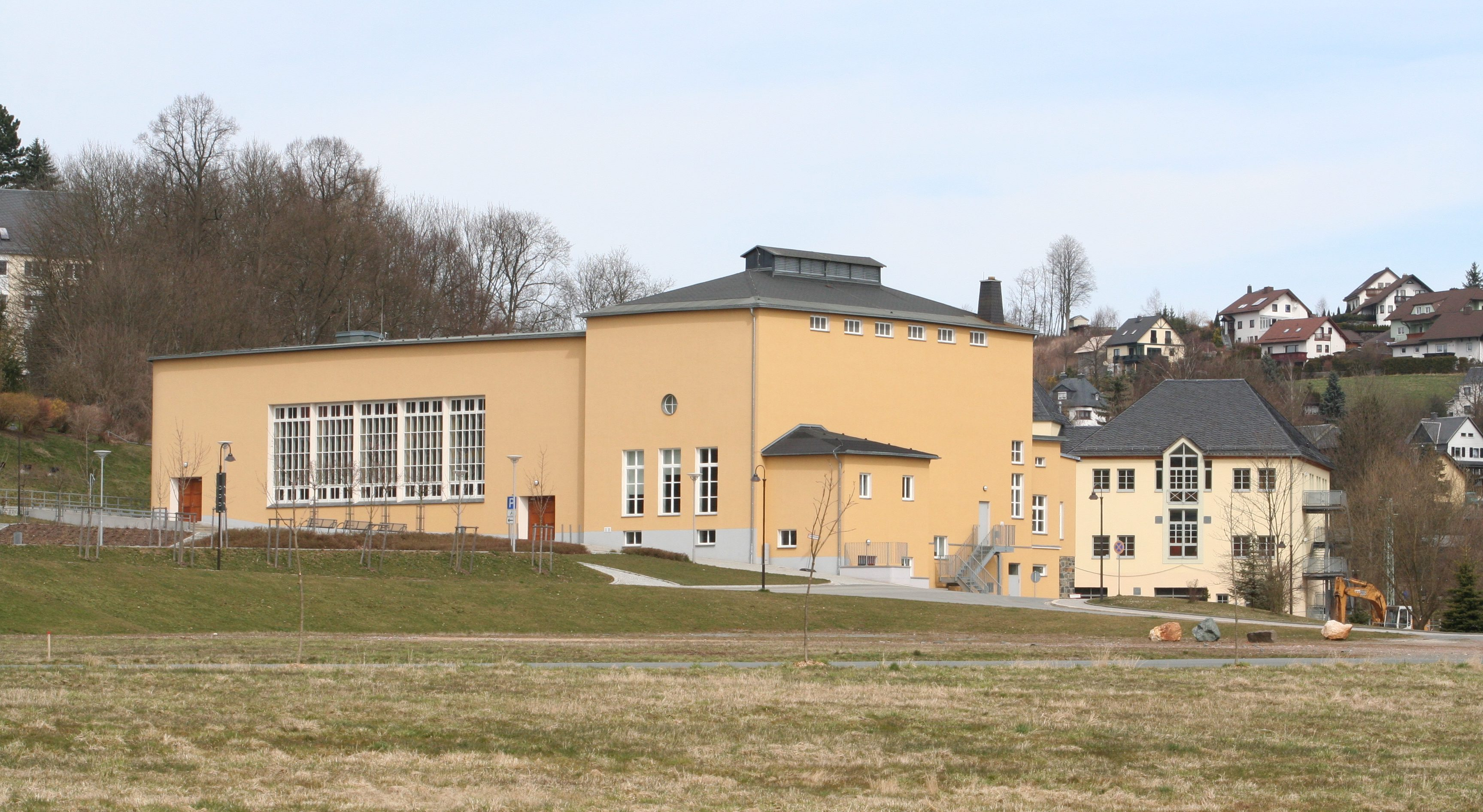
Kulturhaus

### Museen
An der Saalebrücke befindet sich ein Museum für Gerberei- und Stadtgeschichte.

### Bauwerke
Das Schloss Hirschberg thront über der Stadt. An dieser Stelle wurde bereits Anfang des 13. Jahrhunderts eine Burg erbaut.
Das Kulturhaus der Stadt wurde als eines der ersten in der sowjetisch besetzten Zone 1947 errichtet. Nach der Sanierung enthält es einen großen Saal mit zirka 600 Sitzplätzen und eine Galerie mit 180 Plätzen.

### Parks
Der Naturpark Hag ist eine bewaldete Felswand mit Laub- und Nadelwald direkt an der Saale. Von der Stadt aus ist der Hag über einen Hängesteg entlang der Saale und vom Schlossberg aus zu erreichen. Durch den Hag verläuft der Saale-Orla-Wanderweg.

### Regelmäßige Veranstaltungen
Das traditionelle Wiesenfest findet seit 1852 mit Unterbrechungen im Zweiten Weltkrieg und wieder seit den 1970er Jahren jährlich am letzten Augustwochenende von Donnerstag bis Sonntag statt.

## Wirtschaft und Infrastruktur

### Industrie
Das holzverarbeitende Unternehmen Rettenmeier betreibt hier ein Werk.

### Verkehr

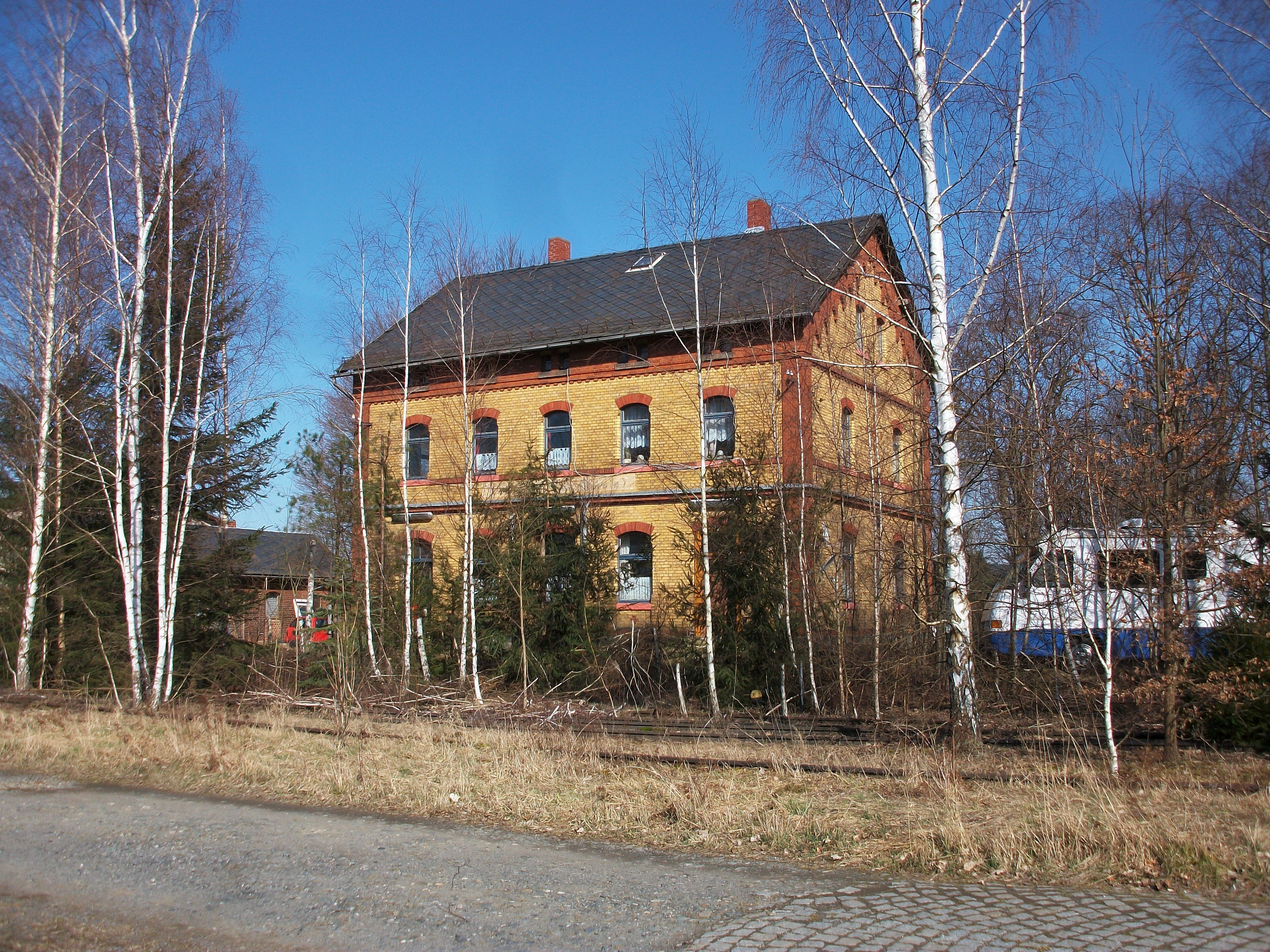
Bahnhof Hirschberg (Saale), Empfangsgebäude (2022)

Die Stadt befindet sich zwischen der Bundesstraße 2 und der Bundesautobahn 9.
1892 bekam Hirschberg mit der Bahnstrecke Schönberg–Hirschberg Anschluss an die Bahnstrecke Leipzig–Hof. Die Strecke wurde bis 1994 im Personenverkehr und bis 2000 im Güterverkehr bedient. Die nächstgelegenen Bahnhöfe sind jetzt Grobau am Abschnitt Plauen–Hof der Sachsen-Franken-Magistrale und Köditz an der Bahnstrecke Hof–Bad Steben, beide etwa elf Kilometer entfernt.
Mit den Linien 710, 721 und 163 des Verkehrsunternehmens KomBus besteht eine Busverbindung nach Schleiz und Plauen.

### Wasserversorgung und Abwasserbeseitigung
Die Stadt Hirschberg hat die Aufgaben der Trinkwasserversorgung und der Abwasserbeseitigung auf den Zweckverband Wasser/Abwasser "Obere Saale" übertragen.

## Persönlichkeiten

### Ehrenbürger
- Paul von Hindenburg (1847–1934), Generalfeldmarschall[25][26][27][28][29][30]

### Söhne und Töchter der Stadt
- Philipp Knoch (1779–1858), deutscher Fabrikant und Politiker
- Heinrich David Müller (1804–1888), deutscher Lederfabrikant und Politiker
- Gottlieb Knoch (1811–1897), Fabrikant, Rittergutsbesitzer und Politiker
- Hermann von Münch (1819–1883), Mitglied der Bayerischen Abgeordnetenkammer und Bürgermeister der Stadt Hof
- Hermann Rönsch (1821–1888), Theologe und Sprachforscher
- Heinrich Gottlieb Knoch (1869–1935), Fabrikant und Politiker
- Martin Mutschmann (1879–1947), Gauleiter der NSDAP und Reichsstatthalter in Sachsen
- Hermann Stemmler (1893–1918), Maler und Grafiker des Stuttgarter „Hölzel-Kreises“, Kriegstod in Rethel
- Albin Schöpf, Mitbegründer und erster Direktor des Dresdner Zoos
- Otto Zinn (1906–1993), Jurist, Politiker (NSDAP), von 1936 bis 1945 Oberbürgermeister von Gera
- Werner Vogel (1925–2018), Chemiker und Hochschullehrer, im Ortsteil in Sparnberg geboren
- Jürgen Böhm (* 1965), Realschullehrer, Vorsitzender des Verbands Deutscher Realschullehrer, Staatssekretär im Ministerium für Bildung des Landes Sachsen-Anhalt

### In Hirschberg haben gewirkt
- Hermann Fasold (1813–1880), deutscher Pfarrer und Politiker, ab 1849 Bürgermeister von Hirschberg
- Karl Bernhard Jäger (1825–1900), deutscher Politiker, 1860 bis 1894 Bürgermeister von Hirschberg
- Paul Trömel (1881–1949), deutscher Soldat und Politiker (FVP), Bürgermeister von Hirschberg 1906 bis 1908
- Alfred Krämer (1880–1954), deutscher Politiker (FVP, DVP, FDP), Bürgermeister von Hirschberg 1908 bis 1920

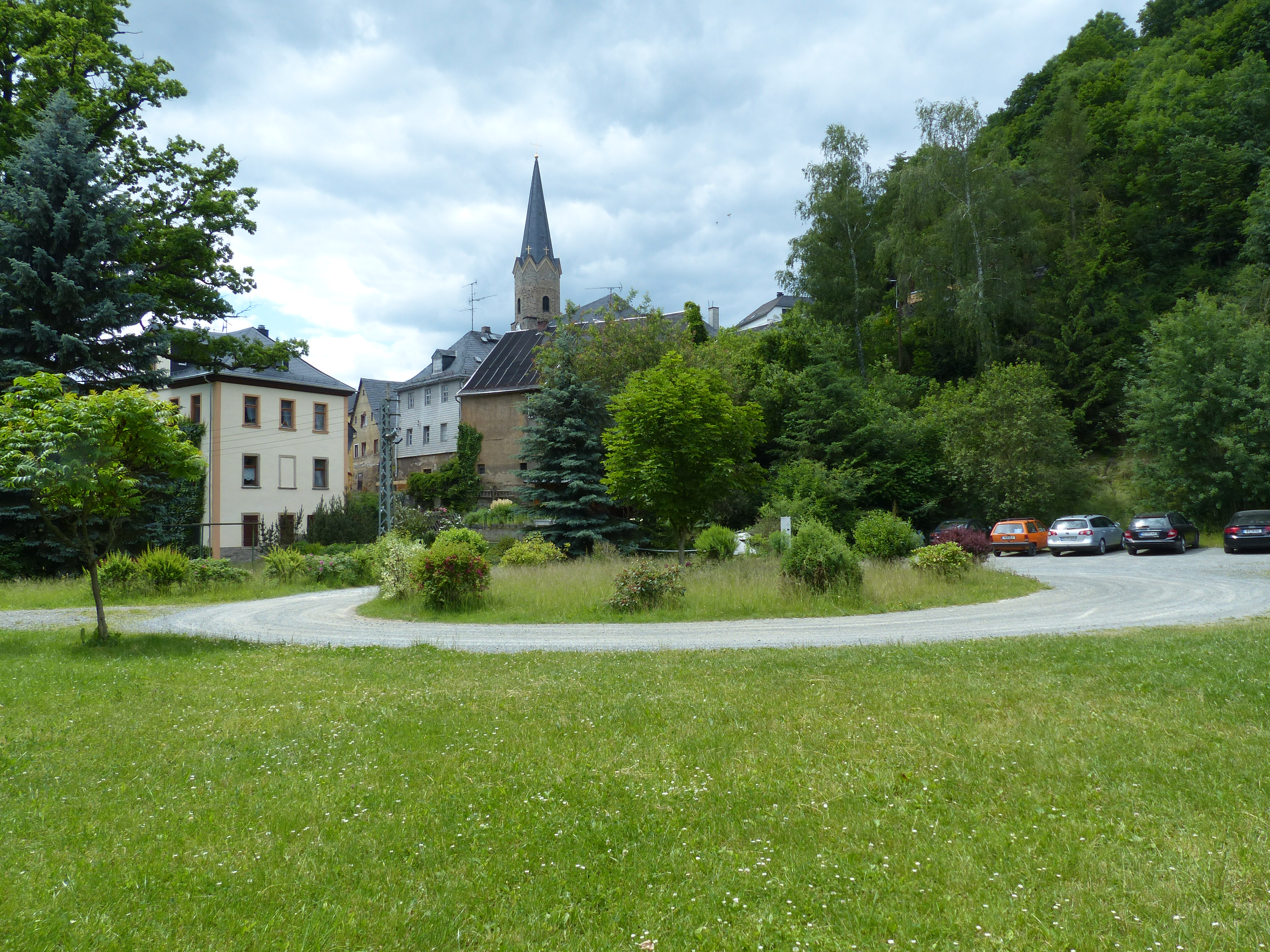
Hirschberg im Sommer
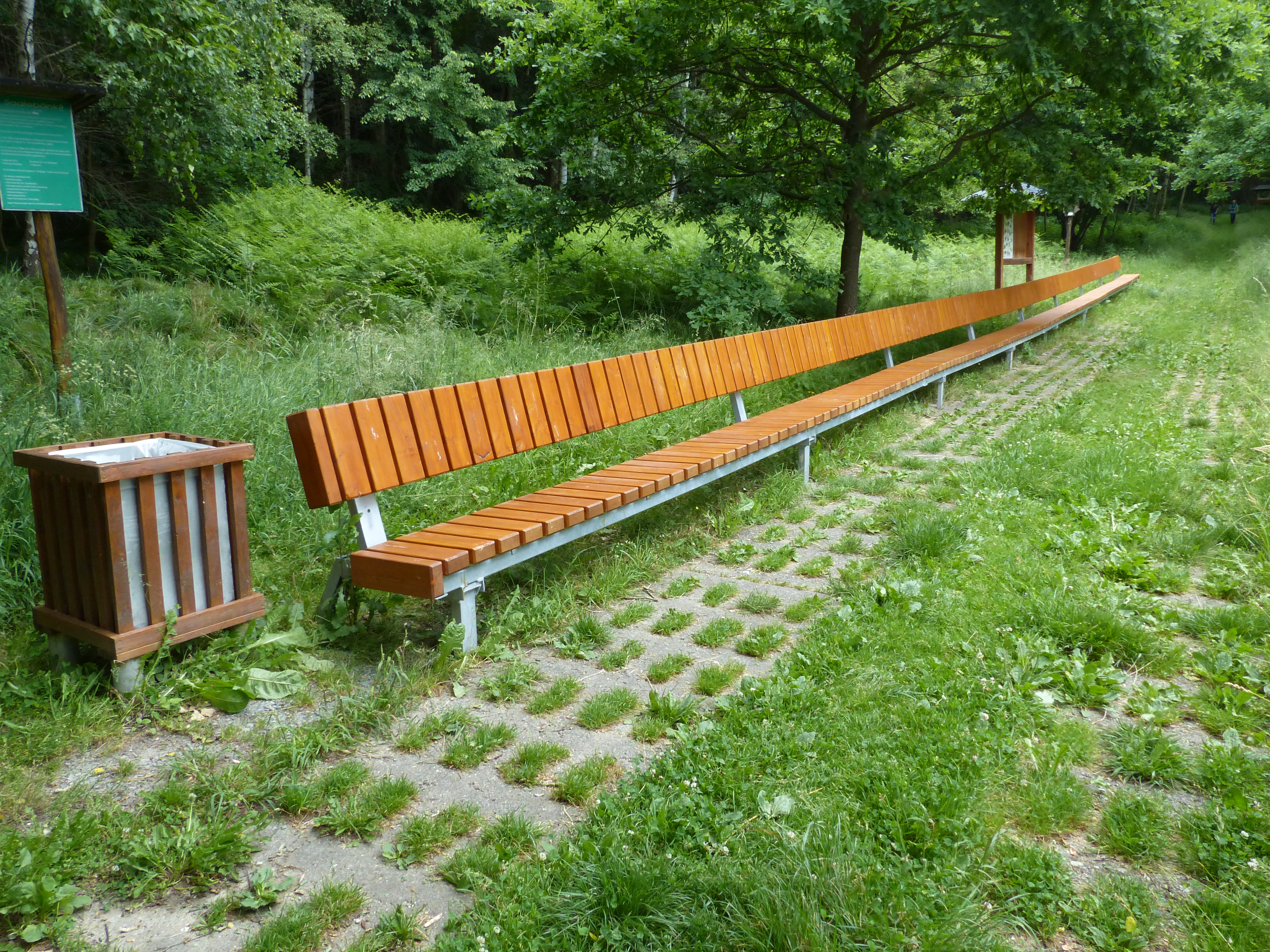
Längste Holzbank im Vogtland
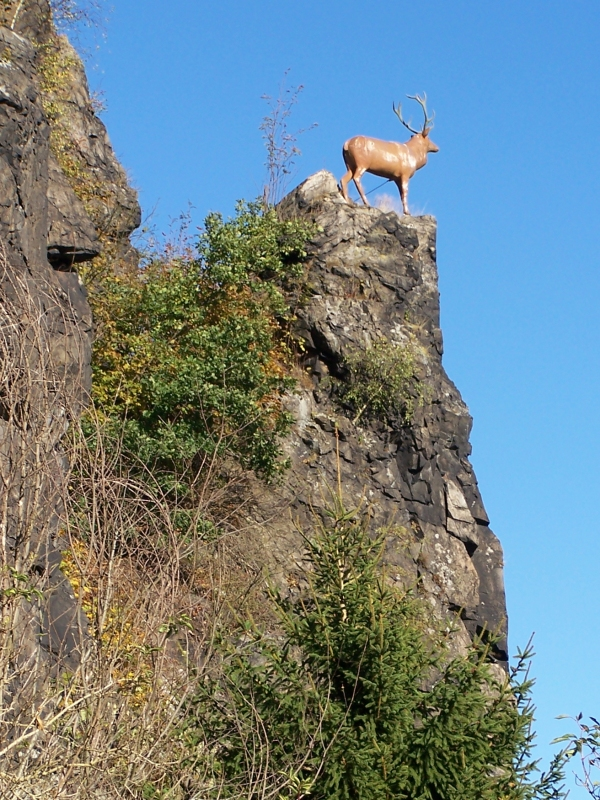
Hirschbergs Wahrzeichen auf einer Klippe unterhalb des Schlossberges
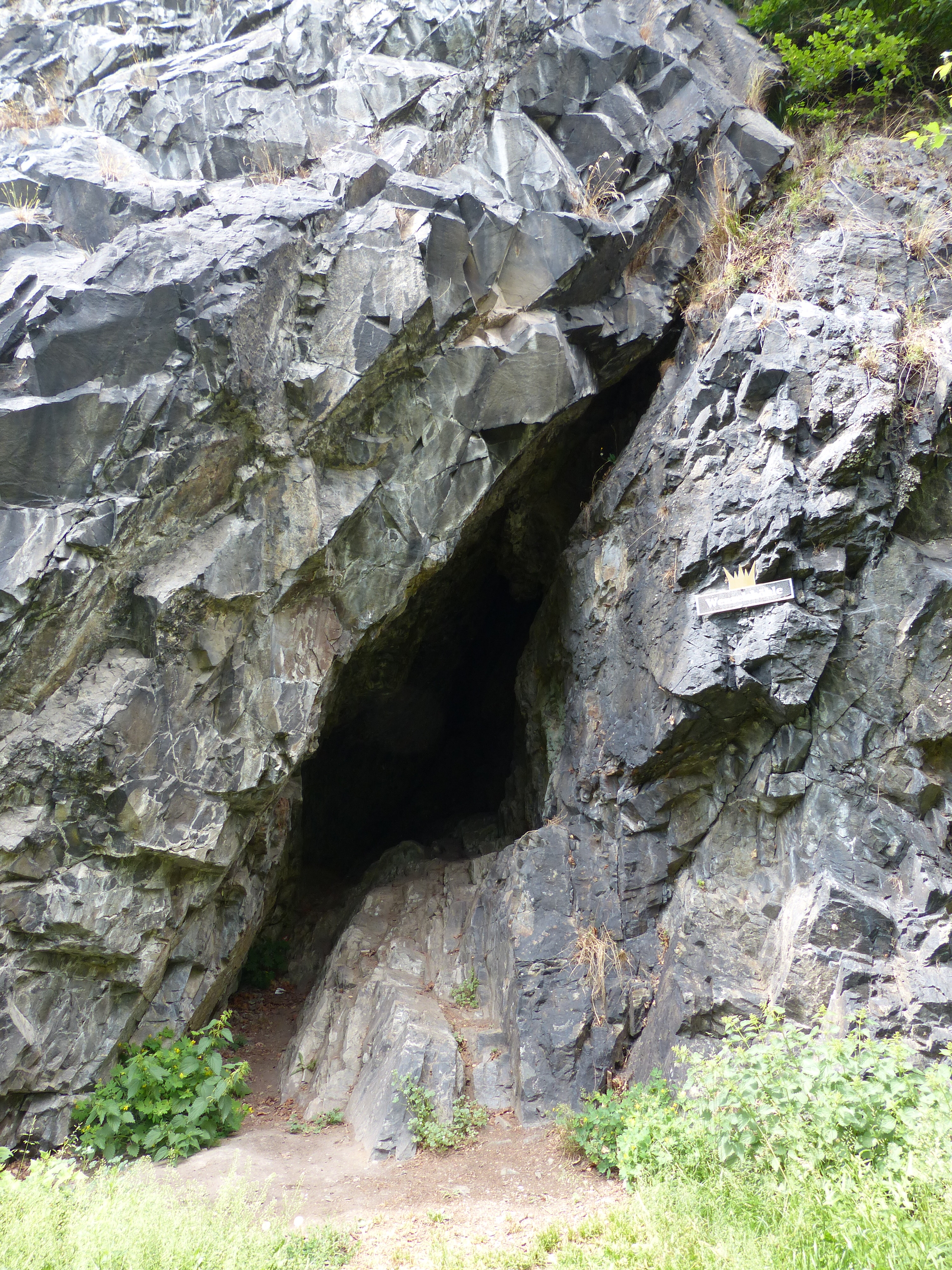
Wenzelshöhle
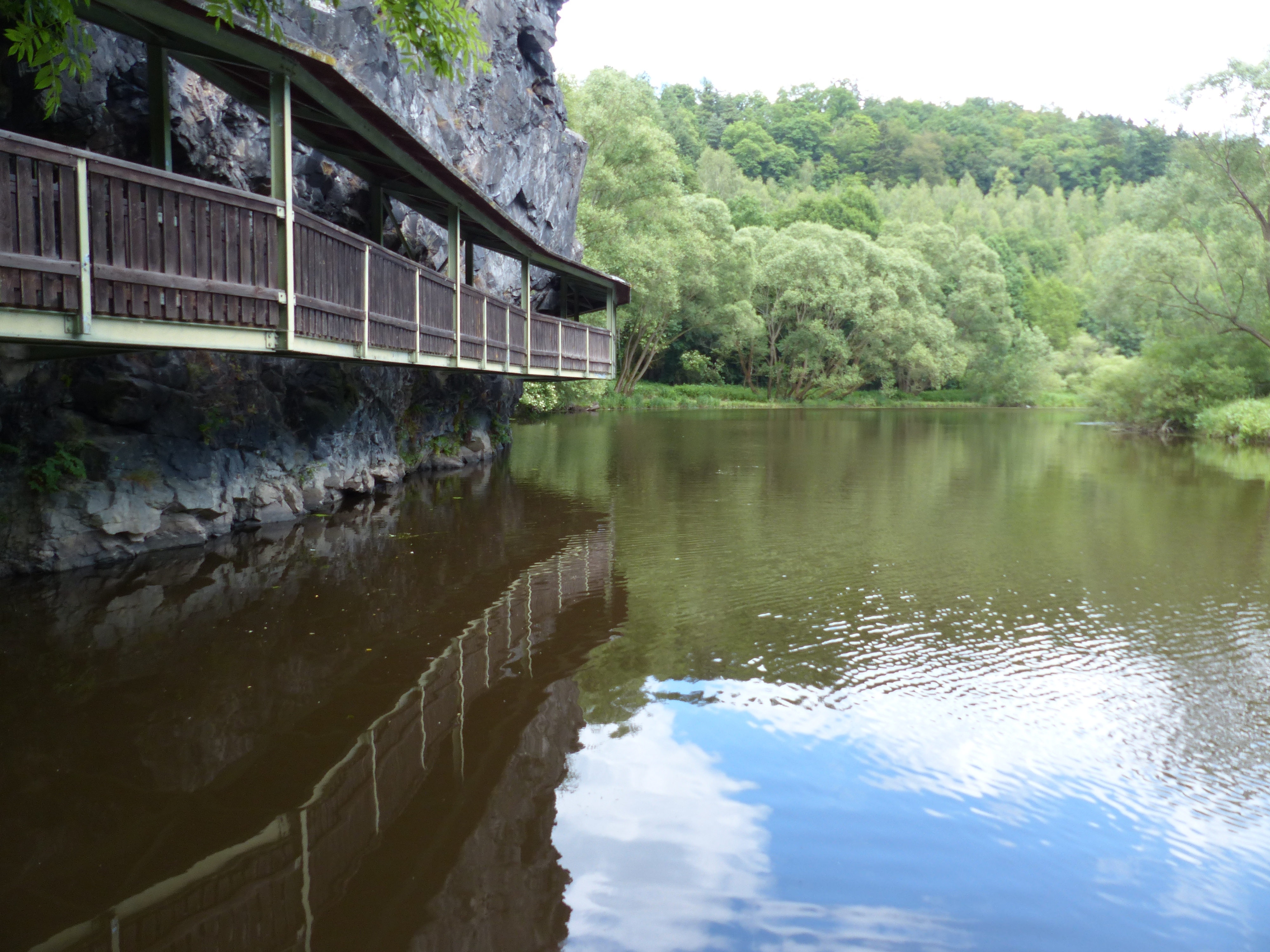
Hängesteg